# Conservatorio Ottorino Respighi
Il Conservatorio Ottorino Respighi di Latina è intitolato alla memoria di Ottorino Respighi ed è un'istituzione italiana di alta formazione musicale.

## Storia
Fino agli anni ’70 a Latina non esistevano istituti di livello per giovani che volessero intraprendere la carriera musicale. Così l’Amministrazione Comunale istituì il Liceo Musicale Comunale di Latina “Fabrizio Caroso da Sermoneta” nell'ala distaccata del vecchio Ospedale. I docenti furono musicisti di grande prestigio e Luciano Cerroni fu eletto direttore. Nel Lazio intanto era stato aperto un secondo Conservatorio di Musica a Frosinone mentre il Liceo Musicale Comunale a livello giuridico non offriva il riconoscimento legale degli esami, motivo per cui gli studenti dovevano recarsi a sostenere gli esami come privatisti in altri Conservatori per poter ottenere il diploma. Nel 1978 l’interazione tra un movimento di opinione pubblica costituito da genitori e allievi, i politici locali e i rappresentanti dell’Amministrazione Comunale portò al risultato tanto atteso:  nel 1979/1980 ebbe origine il Conservatorio Statale di Musica di Latina, costituendo inizialmente una sede staccata del Conservatorio di Musica S. Cecilia di Roma.
Nel 1988 venne istituita come sede autonoma, intitolata ad Ottorino Respighi nel 1991. La prima sede del conservatorio si trovava all’ex Opera Nazionale Balilla, attualmente museo “Duilio Cambellotti”, mentre i due edifici attuali in via Ezio appartenevano ad un ex comprensorio militare ristrutturato. Con la legge 508 il Conservatorio divenne Istituzione nel sistema dell’Alta Formazione Artistica e Musicale. Le due cariche principali che lo governano sono il Presidente (che presiede il Consiglio di Amministrazione) e il Direttore (che presiede il Consiglio Accademico).
Il Conservatorio, con la firma di una Convenzione con il Comune di Gaeta nel 2013, ha potuto inaugurare il 24 ottobre 2014 un'altra sede nella città.

## Dipartimenti
Il conservatorio è strutturato nei seguenti dipartimenti
- Composizione, direzione e nuove tecnologie
- Materie teoriche e storiografiche
- Canto
- Archi e Corde
- Fiati
- Tastiere e percussioni
- Musica antica
- Discipline di musica d’insieme
- Didattica della musica
- Jazz
- Discipline linguistiche

## Direttori
- Ottobre 1988 - ottobre 2001: Fidel José Baldin
- Novembre 2001 - luglio 2006: Luigi Sacco
- Luglio 2006 - ottobre 2012: Giuseppe Gazzelloni
- Novembre 2012 - ottobre 2018: Paolo Rotili
- Novembre 2018 - ottobre 2024: Gianfranco Borrelli
- Novembre 2024 - oggi: Cristiano Becherucci